# 奇跡の人 (曲)
『奇跡の人』（きせきのひと）は、関ジャニ∞の楽曲。2017年9月6日にINFINITY RECORDSから39枚目のシングルとして発売された。

## 概要
- 前作『なぐりガキBEAT』から約8か月振りのリリース。
- CDは初回限定盤、通常盤、期間限定盤[注 3]の3形態で発売。
- 表題曲「奇跡の人」は、関西弁での言い回しが印象的な、ハートフルな楽曲となっている[10]。
  - 同曲は、メンバーの錦戸亮が主演する日本テレビ系土曜ドラマ『ウチの夫は仕事ができない』の主題歌である[10]。
  - 同曲は、さだまさしからの楽曲提供である[11]。
    - 自身の冠番組であるテレビ朝日系『関ジャム 完全燃SHOW』にて共演したことをきっかけに親交を深め、メンバーからのオファーによって楽曲提供が決まった[11]。
    - さだは、メンバーに対してアンケートを取り、その内容をもとに関西弁の言い回しが印象的な関ジャニ∞流の"関白宣言"とも言える楽曲を完成させた[11]。

  - 同曲の編曲・サウンドプロデュースは、前述の冠番組『関ジャム 完全燃SHOW』で共演した島田昌典が担当した[14]
  - 同ドラマで主演を務める錦戸は「僕自身がさださんとお会いしてアンケートを作成し、メンバーみんなの好みやゆずれない所を聞きました。それをさださんが丁寧にまとめてくださいました」と楽曲制作の経緯を明かした[11]。
  - 楽曲を提供したさだは、「メンバーから、曲作りを依頼されたときは嬉しかった。メンバーとどんな歌にしようかと、食事をしながら相談したら、現代版の『関白宣言』は出来ないか？と提案された。そこで、彼らの「好きな女の子」「苦手な女の子」「本音」と「建前」を基に、作り上げたのが本作「奇跡の人」だ」とコメントした[11]。
  - 通常テレビの音楽番組などで楽曲を披露する際テレビ画面下部に横書きで歌詞テロップが表示されるが、同曲は画面右端に縦書きで表示される。
  - 2017年9月8日、テレビ朝日系『ミュージックステーション』にて同曲を披露した[15]。
    - 同番組への出演に際し、視聴者から「恋人との写真」「親友との写真」「家族との写真」「子供や祖父母との写真」など、各々の「奇跡の人」との写真が募集され、同番組内での披露時に使用された[16]。
- カップリング「コーヒーブレイク」は、メンバーの渋谷すばるが作詞・作曲・編曲を担当した楽曲[17]。
  - 通常盤のみ収録。
  - 渋谷の脱退により、同曲が渋谷が関ジャニ∞の楽曲を手がけた最後の作品となった。
- 初回限定盤には、後述の自身初の野外ロックフェス『TOKYO METROPOLITAN ROCK FESTIVAL 2017』で披露された「宇宙に行ったライオン」と「象」のライブ音源を収録。
- その他、通常盤のカップリングとして、16thライブDVD/Blu-ray『関ジャニ'sエイターテインメント』の初回限定盤・通常盤エンドロールとして使用された37thシングル「NOROSHI」のリミックスバージョンを収録[13]。
- 初回限定盤・期間限定盤には特典DVDを付属。
  - 初回限定盤には、表題曲「奇跡の人」のミュージック・ビデオとレコーディング風景とメイキング映像を収録[17]。
  - 期間限定盤の特典DVDには、自身が出演した野外フェス『TOKYO METROPOLITAN ROCK FESTIVAL 2017』のライブ映像を収録[17]。
- 本作の発売は、2017年7月15日に開催された、自身のライブツアー『関ジャニ'sエイターテインメント ジャム』の北海道・札幌ドーム公演にて発表された[12]。
- 2024年1月1日、デビュー20周年を記念し、過去にリリースされた全楽曲が各種音楽ダウンロードサービス、サブスクリプションサービスで配信されることに伴い、表題曲「奇跡の人」がベストアルバム『GR8EST』の収録曲として配信開始され、同年1月31日には本作の全収録曲の配信も開始された[18][19][20]。
- 2025年1月1日、上述のサブスク解禁で配信されていなかった、本作の期間限定盤収録の「宇宙に行ったライオン」と「象」のライブ音源の配信が開始された[21]。

### 各形態概要
| 曲名                                          | 形態 | 形態 | 形態 |
| 曲名                                          | 初回 | 通常 | 期間 |
| --------------------------------------------- | ---- | ---- | ---- |
| コーヒーブレイク                              | ×    | ○    | ×    |
| NOROSHI "関ジャニ'sエイターテインメント"Remix | ×    | ○    | ×    |
| 宇宙に行ったライオン (LIVE@METROCK2017)       | ○    | ×    | ×    |
| 象 (LIVE@METROCK2017)                         | ○    | ×    | ×    |

| 特典内容                                    | 形態       |
| ------------------------------------------- | ---------- |
| 特典DVD（詳細は#特典DVDを参照）             | 初回限定盤 |
| 「奇跡の人」メイキング・フォトブック（16P） | 初回限定盤 |
| 特典DVD（詳細は#特典DVDを参照）             | 期間限定盤 |

## 販売形態
- 発売日：2017年9月6日
  - 初回限定盤（JACA-5678~5679：CD+DVD）
    - 「奇跡の人」メイキング・フォトブック（16P）封入

  - 通常盤（JACA-5680：CD）
  - 期間限定盤（JACA-5681~5682：CD+DVD）
- 発売日：2019年7月12日
  - 通常盤：十五催ハッピープライス盤（JSNC-1539：CD）
    - 自身の配信アプリ『関ジャニ∞アプリ』対応のため、15%オフでの再発売。
- 発売日：2024年1月31日
  - 配信作品
    - デビュー20周年を記念した音楽ダウンロードサービスおよびサブスクリプションサービスでの配信[18][19][20]。

## チャート成績

### シングルチャート順位
- オリコンチャート
  - 初週252,409枚を売り上げ、2017年9月18日付の「オリコン週間 CDシングルランキング」で週間1位を獲得した[2][3]。
    - 26作連続、通算34作目のシングル1位となった[2]。

  - 累計276,058枚を売り上げ、2017年9月度「オリコン月間 CDシングルランキング」で月間1位を獲得した[4]。
    - 同チャートで自身のシングルが1位を獲得するのは、前作『なぐりガキBEAT』から2作連続、通算6作目である。

  - 累計282,351枚を売り上げ、2017年度「オリコン年間 CDシングルランキング」で年間20位を獲得した[5]。
- Billboard JAPAN
  - 初週264,063枚を売り上げ、2017年9月13日公開の「Billboard JAPAN Top Singles Sales」で週間1位を獲得した[7]。
  - 2017年度「Billboard Japan Top Singles Sales Year End」で年間22位を獲得した[8]。

### 各曲チャート順位
- Billboard JAPAN
  - 初週25,827ptを記録し、2017年9月13日公開の「Billboard Japan Hot 100」で表題曲「奇跡の人」が週間1位を獲得した[6]。
  - 2017年度「Billboard Japan Hot 100 Year End」で表題曲「奇跡の人」が年間86位を獲得した[9]。

## 収録曲

### CD

#### 通常盤・配信
1. 奇跡の人 - [6:21]
作詞・作曲：さだまさし
編曲・サウンドプロデュース：島田昌典
  - 日本テレビ系土曜ドラマ『ウチの夫は仕事ができない』主題歌[10][11]
  - さだまさし、島田昌典からの楽曲提供[11][14]。
  - 楽曲を提供したさだまさしのアルバム『存在理由〜Raison d'être〜』にて、同曲のセルフカバーを収録[22]。
2. コーヒーブレイク - [4:55]
作詞・作曲：渋谷すばる
編曲：渋谷すばる、Peach
  - メンバーの渋谷すばるが制作した楽曲。
3. NOROSHI "関ジャニ'sエイターテインメント"Remix - [7:59]
  - 37thシングルのリミックスバージョン
  - 16thライブDVD/Blu-ray『関ジャニ'sエイターテインメント』初回限定盤・通常盤エンドロール
4. 奇跡の人 (オリジナル・カラオケ)
  - 通常盤のみ収録。

#### 初回限定盤・期間限定盤
※「LIVE@METROCK2017」は初回限定盤のみ収録。
1. 奇跡の人
2. 宇宙に行ったライオン (LIVE@METROCK2017) - [4:44]
作詞・作曲：藤森真一
編曲：藤森真一、野間康介
  - 5thフルアルバム『FIGHT』収録曲のライブ音源
  - 2025年1月1日に単曲で配信開始された[21]。
3. 象 (LIVE@METROCK2017) - [4:05]
作詞・作曲：高橋優
編曲：高橋優、池窪浩一
  - 7thフルアルバム『関ジャニズム』収録曲のライブ音源
  - 2025年1月1日に単曲で配信開始された[21]。

### 特典DVD

#### 初回限定盤
| #         | タイトル                      | 作詞  | 作曲・編曲 | 時間  |
| --------- | ----------------------------- | ----- | ---------- | ----- |
| 1.        | 「奇跡の人」(Music Clip)      |       |            | 6:37  |
| 2.        | 「奇跡の人」(Rec & MV Making) |       |            | 21:18 |
| 合計時間: | 合計時間:                     | 27:55 |            |       |

#### 期間限定盤
| #         | タイトル                     | 作詞  | 作曲・編曲 | 時間 |
| --------- | ---------------------------- | ----- | ---------- | ---- |
| 1.        | 「High Spirits」             |       |            | 1:06 |
| 2.        | 「ズッコケ男道」             |       |            | 3:37 |
| 3.        | 「言ったじゃないか」         |       |            | 4:50 |
| 4.        | 「侍唄 (さむらいソング)」    |       |            | 6:28 |
| 5.        | 「LIFE〜目の前の向こうへ〜」 |       |            | 4:53 |
| 合計時間: | 合計時間:                    | 20:54 |            |      |

## 楽曲提供者

### アーティスト作
- さだまさし
  - 「奇跡の人」(作詞・作曲)
- 島田昌典
  - 「奇跡の人」(編曲・サウンドプロデュース)

### メンバー作
- 渋谷すばる
  - 「コーヒーブレイク」(作詞・作曲・編曲)[注 4]

## 収録作品

### アルバム
奇跡の人
- 2ndベストアルバム『GR8EST』

### 映像作品

#### ライブ映像
奇跡の人
- 17thライブDVD/Blu-ray『関ジャニ'sエイターテインメント ジャム』

#### ミュージック・ビデオ
奇跡の人
- 2ndベストアルバム『GR8EST』(完全限定豪華盤 特典DVD)

## テレビ歌唱
奇跡の人
- THE MUSIC DAY 願いが叶う夏（2017年7月1日、日本テレビ）
- 関ジャム 完全燃SHOW（2017年8月27日、テレビ朝日）
- ミュージックステーション（2017年9月8日、テレビ朝日）
- バズリズム02（2017年9月9日、日本テレビ）

## カバー
奇跡の人
- さだまさし（2020年5月20日発売、アルバム『存在理由〜Raison d'être〜』収録）